# Djamili-Dini Aboudou Moindze
Djamili-Dini Aboudou Moindze (født 1996) er en fransk bokser.
Han repræsenterede Frankrig ved sommer-OL 2024 i Paris, hvor han vandt bronze i supersværvægtskategorien.